# Nino D'Aroma
Antonino D'Aroma, meglio noto come Nino D'Aroma (Rocca di Mezzo, 2 settembre 1902 – Roma, 31 dicembre 1982), è stato un politico e giornalista italiano.

## Biografia
Nato a Rocca di Mezzo nel 1902, era figlio di Pasquale, banchiere che tra il 1926 e il 1928 fu vicedirettore generale della Banca d'Italia. Avvicinatosi alla politica grazie al proprio ingresso nel Partito Nazionale Fascista, Nino D'Aroma diventò amico personale di Benito Mussolini, che di tanto in tanto gli affidava delle "missioni speciali" (tra cui quella, nel 1928, di trasferirsi temporaneamente in Germania per stendere un rapporto sul nuovo astro nascente dell'estrema destra tedesca, Adolf Hitler), fu nominato segretario della Federazione Fascista dell'Urbe nel 1930 e redattore di diversi giornali, nonché vicedirettore del Giornale d'Italia.
Nel 1938 sposò in seconde nozze l'attrice e regista teatrale russa Tat'jana Pavlovna Pavlova: la notizia fece scalpore, poiché l'artista aveva 47 anni - un'età, all'epoca, considerata avanzata per una donna in procinto di andare all'altare - tanto che Giovanni Papini, quando seppe che la Pavlova stava per sposarsi, esclamò: «E chi è l'antiquario che se l'è presa?». D'Aroma fu anche traduttore e autore teatrale e scrisse Le sorelle di Segovia (con lo pseudonimo di G. Duharte-Gomez) e La Regina di Roma, messi in scena proprio dalla Pavlova; già nel 1934, inoltre, aveva firmato il soggetto del film Ragazzo.
Da ricordare le sue esperienze come notista politico per Il Piccolo di Trieste, corrispondente del Corriere della Sera e quindi direttore del Piccolo di Roma. Successivamente, fu anche direttore dell'Istituto Luce, autore di numerosi opuscoli di propaganda politica. Fu vicepresidente della Corporazione dello Spettacolo e, dal 1937 al 1940, commentatore politico all'EIAR: in questa veste commentò - in maniera lirica e propagandistica, distanziandosi notevolmente dalla realtà - il discorso del 10 giugno con cui Mussolini, dal balcone di Palazzo Venezia, dichiarò guerra a Francia e Gran Bretagna.
Nel 1939 entrò a far parte della Camera dei fasci e delle corporazioni, rimanendovi fino alla caduta del regime, nel 1943. Pur essendo molto vicino alle posizioni di Giuseppe Bottai, di cui era stretto collaboratore e confidente, rimase fedele al duce anche dopo l'approvazione dell'ordine del giorno Grandi e lo seguì nella Repubblica Sociale Italiana. Nella RSI diventò nuovamente presidente dell'Istituto Luce, e fu lui a suggerire a Mussolini di utilizzare i servigi di don Pancino per far fuggire Edda e i suoi figli nella vicina Svizzera. Negli ultimi giorni del conflitto mondiale consigliò allo sfiduciato dittatore di organizzare un'ultima disperata resistenza alle porte di Milano, ma Mussolini non aderì al piano.
Nell'immediato dopoguerra, a causa dei suoi trascorsi mussoliniani, la "Commissione unica per la tenuta degli Albi professionali dei giornalisti" decise di cancellare il suo nome dall'ordine dei giornalisti nell'ambito dell'epurazione degli elementi fascisti, insieme ad altri illustri colleghi. Poco dopo, però, il provvedimento fu sospeso e, dopo l'amnistia Togliatti del 22 giugno 1946, tutti i cronisti furono reintegrati nell'albo.
Poté quindi lavorare al Secolo d'Italia e iscriversi al Movimento Sociale Italiano, da cui però fuoriuscì il 6 marzo 1957, probabilmente con l'intenzione di fondare un nuovo partito monarchico-fascista, progetto che però non venne concretizzato. Collaborò inoltre con La Settimana Incom e scrisse libri di memorie sulla dittatura fascista, tra cui ebbe un certo successo il Mussolini segreto del 1958; fu inoltre autore di Un popolo alla prova. 
Nel 1975 rimase vedovo della Pavlova e sette anni dopo morì a Roma (anche se un'altra fonte riporta come anno di morte il 1979).